# Orosz konyhaművészet

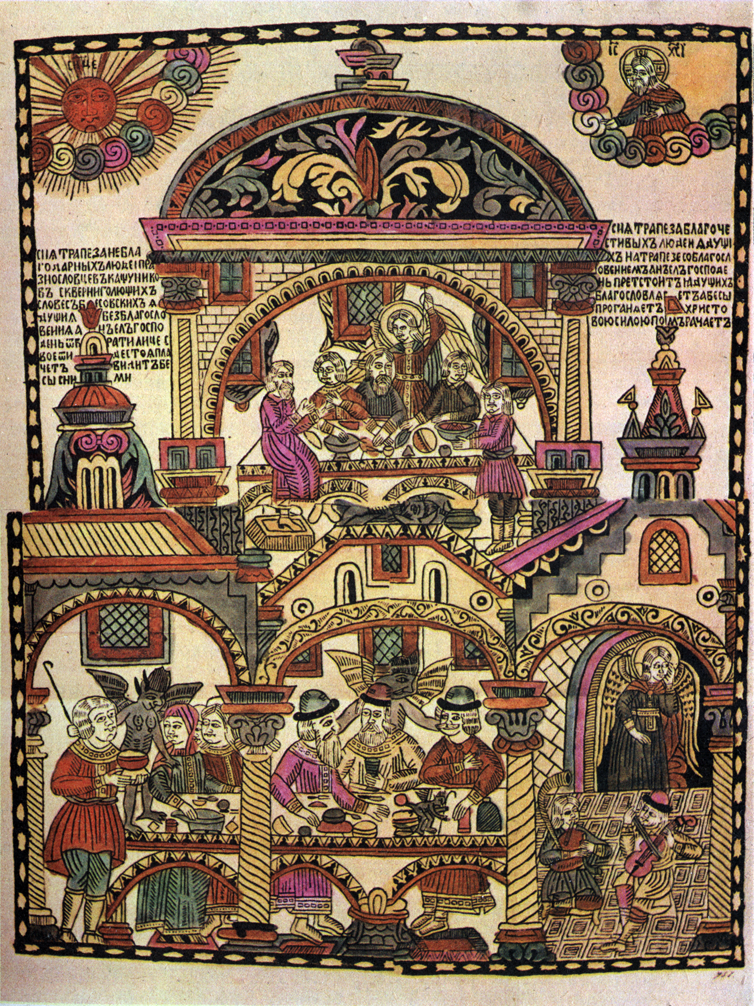
Az istenfélők és a világiak ebédje. Fatáblakép a 18. századból.

Az orosz konyhaművészetet szláv, európai és közép-ázsiai kulináris hagyományok, hatások keveréke alkotja. Az Orosz Birodalom gazdagságának köszönhetően a 18. századtól az akkor ismert világ legjobb szakácsai dolgoztak a cári udvarban és a főurak konyháin. Ezen kívül a hatalmas birodalom különböző régióinak és Európának a legjobb kulináris hagyományai és különleges alapanyagai elegyednek benne. Az orosz konyha nagy változatosságot mutat a felhasznált összetevőkben. Jellemzők rá a tartalmas savanyú levesek, a tészták, és kiemelkedő jelentőséggel bírnak, a többi szláv konyhához hasonlóan, a kásák és más gabonafélék.
A legfontosabb orosz ételek világszerte híresek, például a borscs, a scsí, a pelmenyi vagy a pirog, az italok közül pedig mindenütt ismert és kedvelt a vodka.

## Története

### Kialakulása
Az orosz konyha kialakulása a 10–11. században kezdődött és egészen a 16. századig tartott. Az ekkor kialakult konyhatechnikai és étkezési szokások jelentős része a mai napig hatással van az orosz konyhára.
A 11–12. századok nagy változásai a Kijevi Ruszra is gyökeres hatással voltak. A kunok támadása, és a keresztes hadjáratok hatására a mai Ukrajna területéről kétirányú vándorlás indult. Ekkor vált szét a kisorosz és a nagyorosz, azaz az ukrán és az orosz nép. A keletre, északkeletre vonuló nagyorosz törzsek fokozatosan elfoglalták az Felső-Volga vidékét, gyarmatosították ezt a finnugor törzsek által lakott térséget. A gyarmatosítás nem erőszakos eszközökkel történt a nagy terület gyenge lakosságmegtartó képességének következtében könnyen találtak az orosz gyarmatosítók a letelepedéshez helyet. 
A Felső-Volga területe ekkor gyakorlatilag egybefüggő erdőség volt. A mezőgazdasági termelés csak az erdők kiirtott tisztásain volt lehetséges, ez nagyon alacsony termelékenységet biztosított. Az éghajlati viszonyok is erősen korlátozták a megtermelhető élelmiszernövények skáláját. A gabonafélékből a zab a hajdina és helyenként a rozs volt, ami megtermett. A zöldségek közül a répa és a káposzta. Ezt egészítette ki az erdőségek adta lehetőségek a bogyós gyümölcsök és a méz. Az ide érkező orosz lakosság keveredett az őslakó finnugor népességgel, átvéve azok szokásait az étkezés területén is. Ennek a kölcsönhatásnak nagy jelentősége volt az orosz konyha kialakulására is.

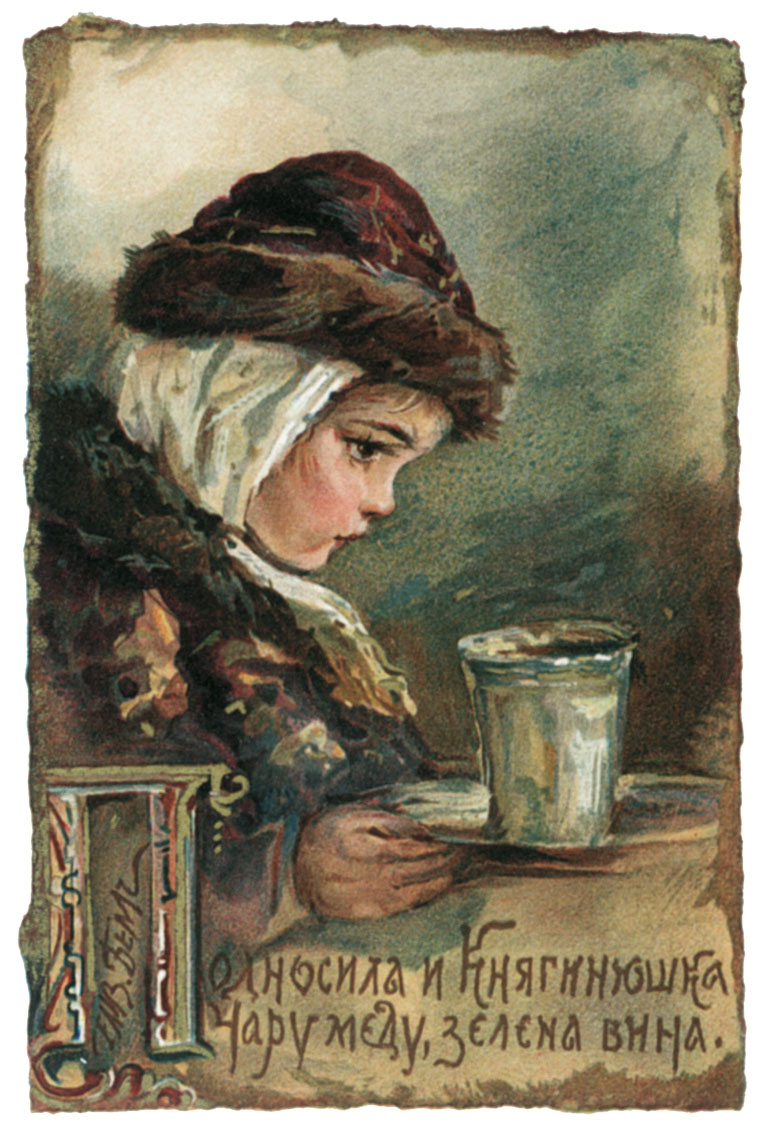
Mézsör 19. századi romantikus festményen

Legkorábbi a periódus elején alakult ki a rozslisztből kovásszal készített sötétbarna, majdnem fekete, színű orosz kenyér. Szintén ebben a periódusban, a kenyér megjelenését követően, jelent meg a legtöbb ma is ismert orosz tésztafajta (сайки, баранки, сочни, пышки, блины, оладьи, пироги). Ezek eredeti formájukban kizárólag kelt tésztából készültek. A kovász orosz konyhában elfoglalt jelentőséget a kovásszal készült italok is jelzik mint a különböző, zabból, hajdinából, vagy rozsból készült kiszelek (кисел) (a napjainkban ismert bogyós gyümölcsökből keményítővel készített kiszelek már a 19. század termékei.) A kelt tésztából készült ételeket hal, gomba, erdei bogyók zöldségek, ritkán tej vagy hús egészítette ki. Szintén ebben a periódusban jelentek meg az ősi orosz italok: a mézsör (медовуха), a kvasz (квас) és a сбитень.
A kereszténység felvételével egy időben az orosz konyhát szigorúan két részre osztották: a böjti asztalra (zöldség-hal-gomba) és az ünnepi asztalra (tej-tojás-hús). Ennek nagyon nagy jelentősége volt egészen a 19. század végéig. Az asztaloknak megfelelően az alapanyagokat szigorúan szétválasztották, a szabályok megtartását ellenőrizték. Mivel a böjti napok száma (192–216) jelentősen nagyobb volt, mint az ünnepnapoké, ezért nem meglepő, hogy az ősi orosz konyhában a böjti asztal, a különböző növényi eredetű kásák, a zöldségből, füvekből, erdei bogyókból készülő ételek sokkal nagyobb változatosságot mutatnak.

### Társadalmi rétegződés kora
A 16. századig Oroszországban a lakosság szabadon vándorolhatott. A földművelők felégettek egy-egy erdőrészt, pár évig megművelték azt, majd a föld kifáradásával továbbálltak és máshol kezdtek erdőirtásba. A nemesség és a földbirtokrendszer létezett ugyan, de a birtokosok ki voltak szolgáltatva a parasztoknak. Ezt a rendet változtatta meg Borisz Godunov 1597. november 24-én kelt törvényével, megtiltva a parasztok szabad költözését. 
A jobbágyság röghöz kötöttségének hatására a 16-17. század folyamán a bojárok konyhája egyre jobban távolodni kezdett a muzsikok konyhájától. A szegények konyhája ekkor jelentősen egyszerűsödött. A bojárok konyhája és a nemesi, illetve egyházi konyha viszont, miután biztosan támaszkodhatott a megtermelt javakra, egyre kifinomultabbá vált. Az ősi orosz étkek elkészítésének gyakorlata bonyolultabb eszközöket és eljárásokat kezdett alkalmazni. Ez az a kor, amikor először kerülnek idegen, alapvetően keleti eredetű elemek és ételek az orosz konyhába.
A sózott és főtt húsételek mellett egyre jobban elterjedtek a sült húsok, elsősorban a nyárson vagy rácson sütött húsok. A húsok elkészítési módja differenciálódik a marhahúst elsősorban változatlanul sózva, illetve főzve fogyasztották, A sertésből sonkát készítettek, illetve sütötték a húsát. A bárányhúst és a baromfiakat pedig szinte kizárólag sült hús formájában fogyasztották.
Ebben az időben, 1448 és 1474 között főzték az első vodkát orosz földön. Ezt rozsból készítették. A vodka általános elterjedése a 16. század legelején kezdődött, amikor 1505-ben a készítésének és forgalmazásának joga állami monopólium lett. Az orosz vodka 1533-ban már Svédországban is megjelent.
Az uralkodó közvetlen környezete és a külföldiek számára 1533-ban nyittatta meg Moszkva az első nyilvános éttermét a Cári kocsmát (царёв кабак) szemben a Kremllel III. Vaszilij nagyfejedelem. Ezzel egy időben jelentek meg a hivatásos szakácsok, és nem csak az udvarban, hanem a hercegek és bojárok birtokain is. A szakácsok mellett a pékek is ekkor váltak önálló iparossá. Megkülönböztették a görög pékeket, akik kevert tésztával dolgoztak, az orosz pékeket, akik kelt tésztából készítették termékeiket és a tatár pékeket, akik pirogokat és hasonló termékeket állítottak elő.

### Moszkvai konyha kora
Az orosz kulinária nagy változását a svéd–lengyel háború és az ezt követő negyedszázados éhínség hozta el a 17. században. Ez a határvonal az ősi orosz konyha és a tradicionális moszkvai konyha között. Míg korábban a nemesi asztal elsősorban az ételek mennyiségében tért csak el a szegények asztalától, miközben a falusi jobbágyság életkörülményei lényegébe véve változatlanok maradtak a bojárok és főleg a cári udvar egyre gazdagabb alapanyag választékhoz jutott. Korábban a Udvar kizárólag bort (görög és francia) és gyümölcsöket (füge, citrom, datolya) hozatott külföldről. Az állami monopóliumnak a vodka mellett a kaviárra, a lazacra, a mézre, a sóra és a kenderre történő kiterjesztésével, illetve az egyre jobban kibontakozó nemzetközi kereskedelem hatására a nemesi asztalokon megjelentek olyan ételek, amelyek elérhetetlenek és ismeretlenek voltak a lakosság nagy része számára.
Másik fontos jelensége ennek a kornak a regionális konyhák (doni, uráli, szibériai stb.) létrejötte. Bár a cár és közvetlen környezetnek a konyhája hivatalosan bizalmas volt, nem lehetett elkerülni, hogy az egzotikus, ritka fűszerek alapanyagok ne kerüljenek ki a moszkvai piacra. Jellemző a cári udvarban 1638-ban, mint ajándék megjelenő kínai tea, 1674-ben már szabadon kapható élvezeti cikk. Ráadásul a hatalmas udvartartás, a rengeteg állami hivatalnok, és ezek családja, több tízezer ember állandó figyelemmel kísérte az Udvarban megjelenő új ételkompozíciókat, alapanyagokat, recepteket, amik azonnal elterjedtek a városban.
Ebben a korban megszületik az orosz leves minden alapvető fajtája az ősi borscs és scsi mellett megjelennek a savanyú levesek (кальи, похмелки, szoljánkák (солянки) és a rasszolnyikok (рассольники)). Ezeknek a korhely leveseknek megjelenése összefügg az alkoholizmus egyre jelentősebb elterjedésével. Mindegyik kötelező alkotórésze valamilyen savanyított zöldség (káposzta, uborka), citromlé és az olajbogyó. A 16. század végén a birodalom meghódította Kazányi és Asztrahányi kánságokat. Ekkor jelentek meg az első édességek, a keleti konyhák, elsősorban a tatár konyha hatására. Megjelennek az édes pirogok, különböző lekvárok, nem csak bogyós gyümölcsökből, hanem zöldségekből is. (Mind a mai napig kapható az orosz büfékben a mézzel és gyömbérrel ízesített reszelt répa.)
Egy bojár ünnepi étkezésén nem volt ritka az 50 fogásos menüsor, a cári udvar ünnepi menüje pedig gyakran 150–200 fogásból is állt. Az orosz nemzeti konyhának ez a periódus volt a fénykora.

### Nagy Péter és Nagy Katalin kora

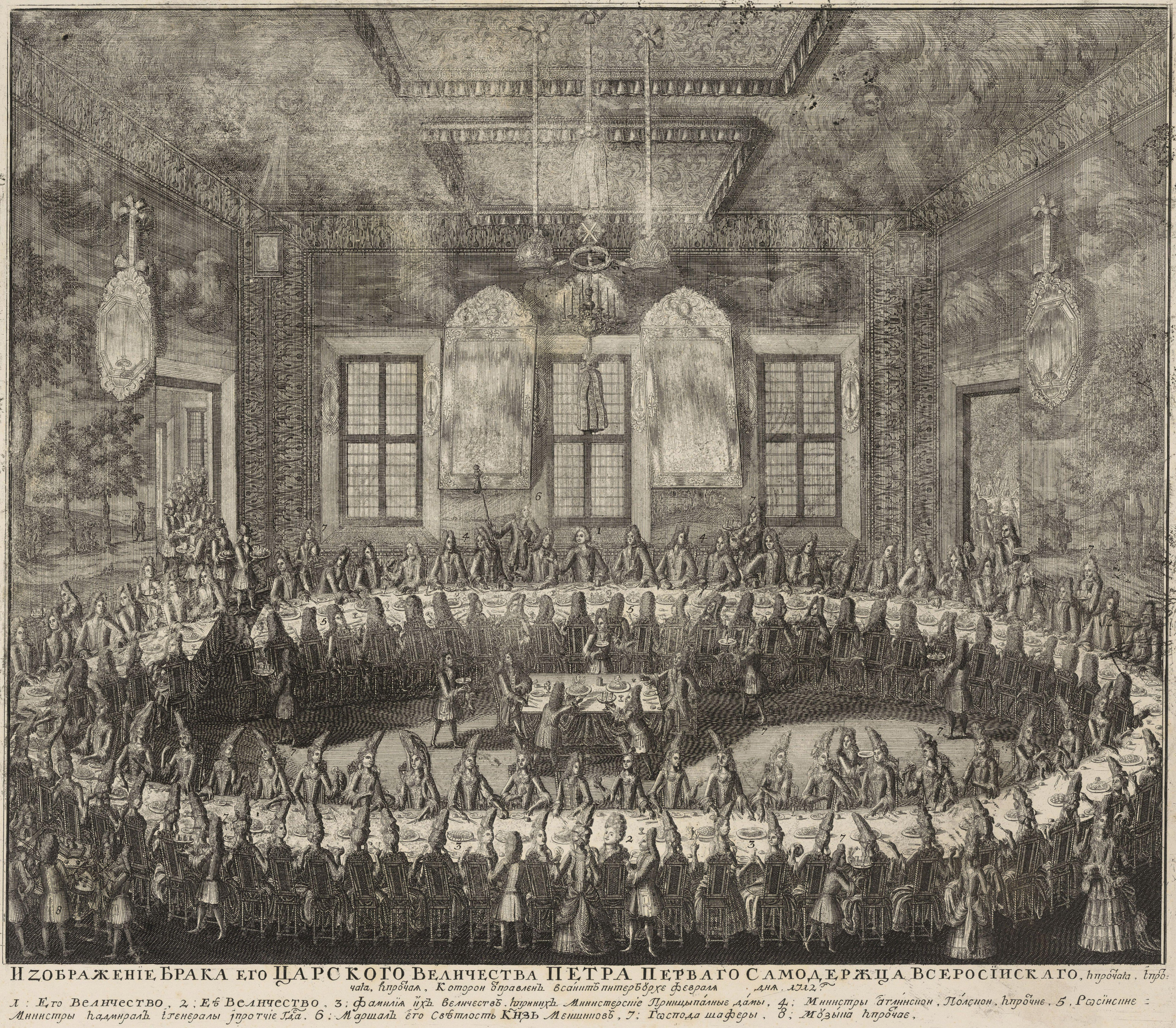
Ünnepi asztal I. Péter és I. Katalin esküvői ünnepségén, F. Zubov alkotása

Nagy Péter trónra lépését követően a tradicionális moszkvai konyha kiszorult a cári udvarból. Az uralkodó és a főnemesek külföldről hozattak szakácsokat. Kezdetben Hollandiából, német területekről (elsősorban Szászországból és Ausztriából), később már Nagy Katalin korában Svédországból és Franciaországból.
A század közepére a külföldi szakácsok kiszorították az orosz szakácsokat a nemesi udvarházakból és ezzel együtt a népi konyhaművészet végleg elszakadt a nemesi osztály konyhájától. A 18. század végén például a leggazdagabbak Párizsból rendeltek cukrászati termékeket ezek általában egy hét alatt értek Pétervárra. A hazai konyhát lenézéssel kezelték. Ebben a korban új az orosz konyhában eddig ismeretlen ételek jelentek meg mint például a friss darált húsból készült ételek úgy mint a különböző kotlettek, pástétomok, töltött húsok valamint a nem orosz levesek a tejes ételek, a zöldséglevesek és a francia eredetű krémlevesek. A külföldi szakácsok a receptek mellett az edényeket és az eltérő európai konyhatechnológiát is magukkal hozták. Jelentős addig ismeretlen ételek jelentek meg a gazdagok étkezési szokásai alapvetően megváltozott megjelentek az előételek (закуски) mint például a német eredetű bruterbord a francia és holland sajtok. Az európai konyha az uralkodók német származású feleségeinek hatására elsősorban német közvetítéssel kerültek Oroszországba.
A 17. század végén általánossá válik a tea fogyasztás. A teával együtt a délutáni teázás részeként ekkor jelennek meg az édes tészták a különböző édes töltelékkel töltött pirogok, pirozskik.

### A pétervári konyha
Az 1812-es nagy honvédő háborút követően a hazafias érzések megerősödésének hatására a szlavofil körök az élet minden területén harcot hirdettek a külföldi hatások ellen. Ennek a nemzeti öntudatra ébredésnek része volt az orosz nemzeti konyha iránti érdeklődés növekedése is. 1816-ban V. A. Levsin kiadta Az orosz konyha (Русская поварня) című szakácskönyvet. Ennek előszavában sajnálattal jegyezte meg, hogy az ősi orosz receptek nagy része elveszett, csak szájhagyomány útján a népi hagyományok lejegyzésével lehet megtalálni.

| „                                               | A cél Talon, s előre látja, Kaverin várja ott, barátja. Belép, dugó durrog, s a hab Az Üstökös-borból kicsap, Véres roastbeef a vacsorája Meg szarvasgomba-csemege, Francia konyha remeke, S májpástétom, Strasbourg csodája, S rá Limbourg sajtja is jöhet S aranyszín ananász-szelet. | ” |
| – Puskin, Jevgenyij Anyegin, ford.:Áprily Lajos | |   |

Minden igyekezet ellenére az orosz étkezési szokások és ősi ételek újraélesztése nem valósulhatott meg, mivel a cári udvarban és a főnemesek udvartartásaiban változatlanul meghatározók voltak a francia szakácsok. Azonban a francia szakácsok rákényszerültek az orosz ételek megismerésére. Különösen jelentős nemcsak az orosz konyha fejlődésére, hanem az orosz konyha Európai megismertetésében is I. Sándor francia származású udvari szakácsának, Marie-Antoine Carême-nek, a „szakácsok királyának, a királyok szakácsának” (az ő arcmása díszíti a Francia Szakácsakadémia aranyérmét) tevékenysége.

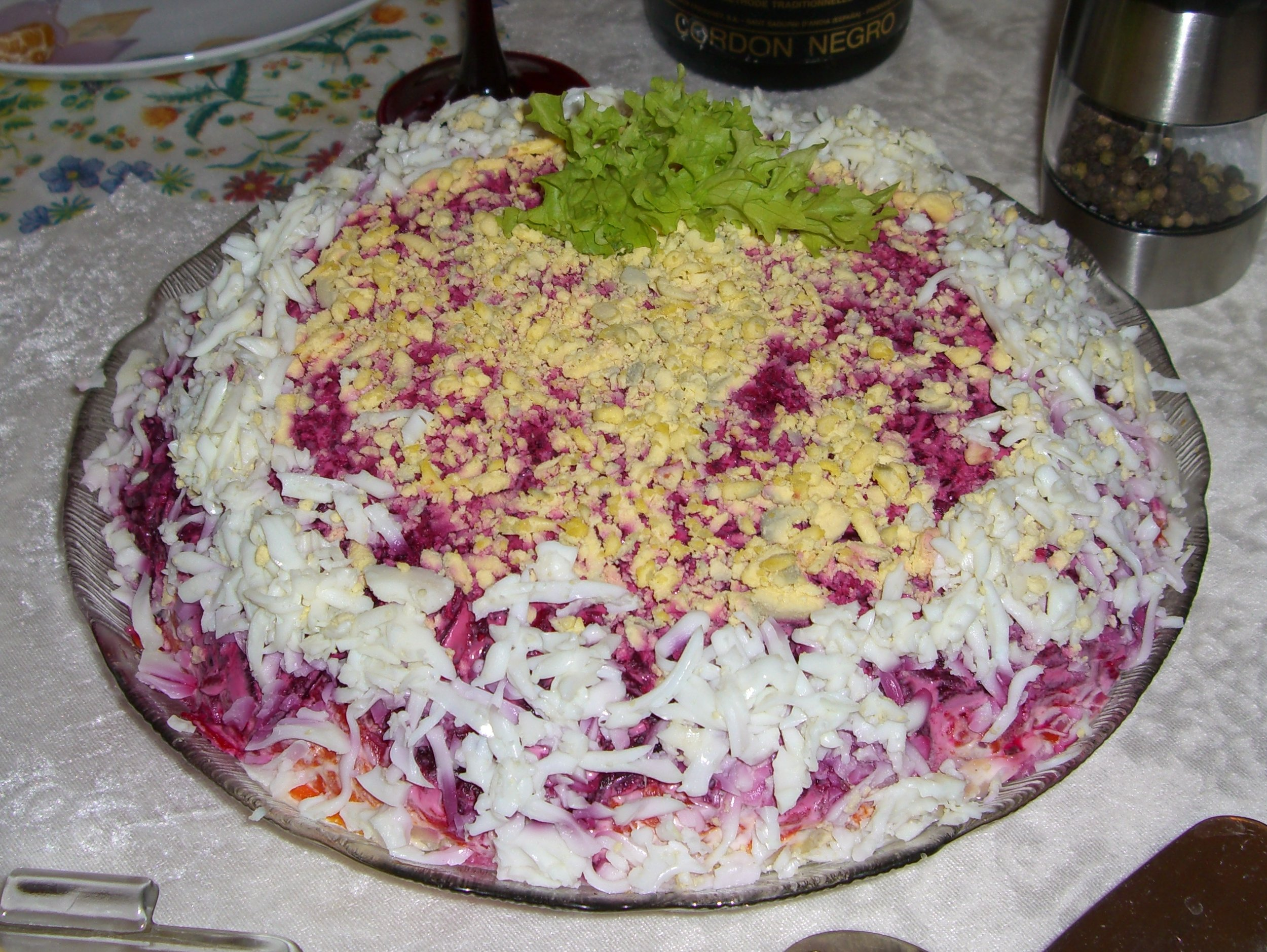
Hering pongyolában

A nemzeti hagyományokhoz fordulás hatására újra divatban jöttek az ősi orosz ételek, azonban a francia konyhatechnika lényegesen módosította finomította azt. Így például a pirogok készítésére a hagyományos rozsliszt helyett ekkor kezdtek búzalisztet használni. Megreformálták az orosz étkezési kultúrában mindig nagy szerepet játszó előételek, a korábbi korok német jellegű bruterbrodot felváltották a különböző, önállóan tálalt saláták. Az előételeknek ez a változatossága mind a mai napig különleges élményeket biztosít az Oroszországba látogatóknak. Egy egyszerű vendégséget is nehéz elképzelni, 10–12 előételként feltálalt húsos-, halas-, savanyú uborkát vagy káposztát tartalmazó saláta nélkül, hogy a kaviárról ne is beszéljünk. 1860-ban a belga származású Lucien Oliver alkotta meg a világszerte ismert – lásd.: Rejtő Jenő: A három testőr Afrikában – orosz hússalátát vagy olivje salátát (Салат оливье), de hasonlóan világszerte ismert a Hering pongyolában (Сельдь под шубой) – céklával, majonézzel megbolondított heringsaláta – és a vinyegret (vinaigrette/винегрет) – cékla, savanyú uborka, főtt krumpli és répa.
A francia szakácsok tanítványaiként ebben a korban jelennek meg az első orosz származású séfek és mesterszakácsok. A legfontosabb változás ebben a korban, a receptek pontos (grammra, elkészítési időre stb.) leírásának elterjedése volt.

### Az egységes orosz konyha kialakulása

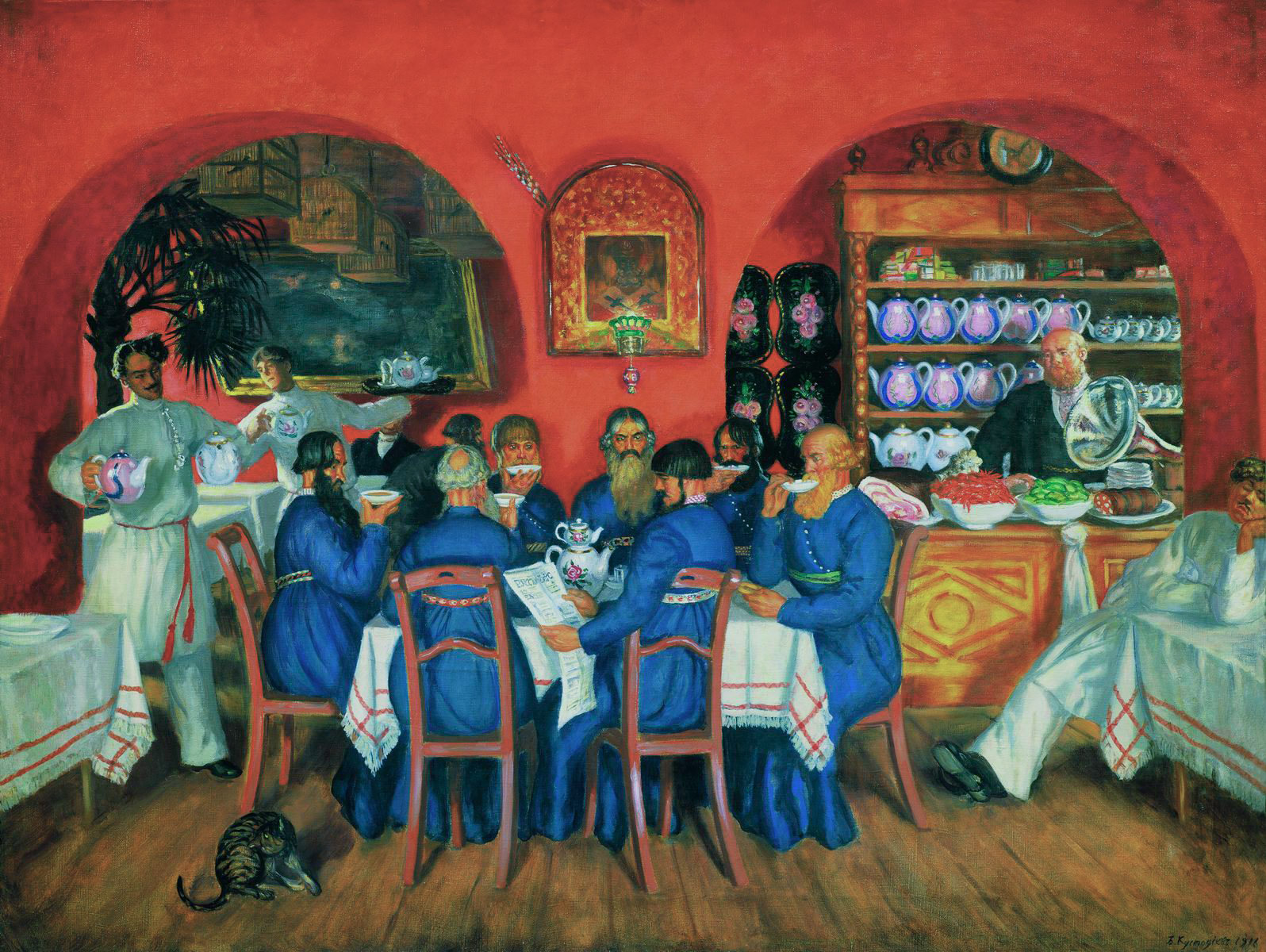
Teázó hivatalnokok Borisz Kusztogyijev festményén 1916.

1861-ben megtörtént Oroszországban a jobbágyfelszabadítás. 1850-re megépültek az ország jelentős vasútvonalai.
Ez a két változás következtében fokozatosan megszűnt Pétervár és Moszkva különleges szerepe, és egyre jobban ismertté váltak a távoli területek addig rejtett nemzeti hagyományai. Ez vonatkozik elsősorban az alapanyagokra és az ezekből készülő speciális ételekre.
A vasúti közlekedés fejlődésének eredményeként a fővárosi és a moszkvai éttermekben sorra megjelentek a birodalom távoli részeinek delikateszei: az uráli és szibériai pelmenyi, a doni pirogok, a különleges madarak: a túzok, a reznek, a távol-keleti halak: a gorbusalazac, a kaviár – ezeket a vasúti szállítás elterjedése előtt a hűtőrendszerek hiánya miatt nem tudták Európába eljuttatni – vagy a murmanszki rénszarvashús.
Az orosz konyhaművészet a 19. század végén élte fénykorát. A francia szakácsoktól elsajátított konyhatechnikák a minőségi alapanyagok rendkívüli sokoldalúságával az orosz konyhaművészetet a francia konyhával azonos szintre emelte. Világhírű éttermekben világhírű szakácsok sokasága dolgozott nem csak Moszkvában, és Pétervárott, hanem a birodalom más jelentős városaiban Varsó, Kijev, Kazany, Odessza is. Ezzel együtt az orosz gasztronómia megőrizte ősi hagyományait. Változatlan maradt a levesek, előételek, a kelt tészták, elsősorban a kenyérfélék, és a bojti ételek (zöldség, gomba, halak) túlsúlya. A mindennapi étkezés az ősi formákat követte, akár több napra előre megfőzött általában savanyú és tartalmas leves hozzá a hagyományos kovásszal készített rozskenyér.

### Szovjet konyha
A szovjet konyha egy orosz kulturális antropológiai fogalom, az 1930 és 1992 közötti idők étkezési technológiáit, eszközeit, és természetesen ennek a korszaknak a gasztronómiáját foglalja össze. Ez a gasztronómia egyaránt eltér a hagyományos orosz konyhától, de az európai és az ázsiai konyhától is, ezek a konyhák tulajdonképpen egymás mellett léteztek és korlátozottan bár, de hatással is voltak egymásra.
A szovjet konyha kialakulásához vezető társadalmi mozgások mór az első világháború idején megindultak, de csak a 30-a évekre teljesedtek ki. Az első világháború (1904-18) a forradalom (1917) illetve a forradalmat követő polgárháború (1919-1922) soha nem látott népmozgásokat generált Oroszországban. A lakosságnak ez a nagyon nagy arányú keveredése megváltoztatta az étkezési szokások és elsősorban nem az éttermek szintjén, hanem össznépi értelemben, kivétel nélkül minden társadalmi réteget érintve.
Ekkor került be az orosz gasztronómiába jó pár olyan étel, amire napjainkban úgy tekintünk, mint orosz specialitásra. Ilyen az ukrán eredetű borscs, szintén ukrán és belorusz hatásra elterjedő disznóhús, a muzulmán eredetű tésztás tyúklevesek (суп с лапшой). A monarchia bukását követően megszűnt a zsidók Riga-Kijev-Herszon vonaltól keletre történő letelepedését kimondó cári rendelet, és ezzel megjelentek a tejes ételek is, elsősorban a zsidó konyha hatására.
Az 1930-ban indult meg a közétkeztetési rendszer kialakítása. Létrehozzák előbb a nagyobb üzemekben majd az ország minden területén a menzákat. Ezekben a közétkeztetést szolgáló konyhákban igyekeztek egyszerűsíteni a konyhatechnológiát és korlátozni a készített ételek választékát. Ez tulajdonképpen az eredeti ősi orosz ételek készítésére jó hatással volt. Segítette azok eredeti formájának megőrzését, leválasztva a különleges és bonyolult elsősorban francia eredetű sallangokat.
A második világháború idején minden szakácsot, életkorra tekintett nélkül, mobilizáltak. Ez a hadseregben egy olyan magas szintű konyhaművészetet eredményezett, hogy a közkatonák jelentős részének a hadseregben kapott ételek a házi kosztnál lényegesen jobbnak tűntek. A Vörös Hadseregben a katonák fizikai állapotának és a harckészültség biztosításának érdekében nagyon nagy figyelmet fordítottak a napi kétszeri meleg étkezés biztosítására. Az alapmenü: káposztaleves (scsi borsch), hajdinakása (grecska), komiszkenyér, és az elmaradhatatlan tea volt 2-3 darab kockacukorral. Ennek rendkívül szemléletes leírása olvasható Komár József: Gyerekek a viharban című kisregényében.
A problémák a 60-as évek közepe táján kezdtek jelentkezni. A magosan kvalifikált szakácsok fokozatosan kihaltak, és a szovjetidőkben a szakácsképzés már meg sem közelítette a forradalom előttit se technológiailag, se szakmai színvonalát tekintve. Jelentős hanyatlásnak indult az orosz konyhaművészet. Erre még rásegített a brezsnyevi korszak élelmiszer hiánya is.
A Szovjetunió felbomlását követően új erőre kapott az orosz gasztronómia. Megjelentek különböző irányzatok. Azok, amelyek a 17. század hagyományaihoz kívánnak visszanyúlni. De nagy sikere van azoknak az éttermeknek is, amelyek a 19 század végének, 20. század elejének ételeit és éttermi kultúráját elevenítik fel. És mint mindenütt a világon vannak olyan szakácsok is, akik a fúziós konyha, vagy molekuláris gasztronómia orosz változatát kívánják létrehozni.

## Étkezési szokások
Az orosz étkezési rend a 18. század végén 19. század elején alakult ki. Nagyon hasonló a magyar napirendre, de eltér a Nyugat-Európában megszokottól. Ez az étkezési időpontok mind a mai napig ebben a formában rögzítettek a közösségi intézményekben (diákotthonok, kórházak, üdülők stb.)
A nap a reggelivel kezdődik, ennek szokásos ideje 6–8 óra. Ezt 10–11 között egy tízórai követi. Ebédelni 14–15 óra között szokás. Ezt 17–18 óra között egy teázásnak nevezett uzsonna követi. Oroszországban általában a családok este 20–21 óra között vacsoráznak, és ezt sok esetben még 23 óra körül egy utóvacsora követi.
A főétkezés az ebéd. Ez több fogásos étkezés, előétellel, levessel és valamilyen húsétellel. A vacsorára is főtt ételt fogyasztanak nem ritkán levest.
Az étkezések ideje mellett a főétkezésen elfogyasztott ételek sorrendje is változott az évszázadok folyamán. A 20. század elejéig a felszolgált ételek sorrendje a következő volt: előételek, saláták, kocsonyák, pirogok. Ezt követték a sült húsok és az étkezést hagyományosan a leves zárta.
Oroszországban már a középkorban a mai éttermi gyakorlatnak megfelelő, orosz (service à la russe) felszolgálási rendet alkalmazták, szemben az Európában uralkodó a francia felszolgálási móddal (service à la française). A francia felszolgálási rend lényege a fogások egy időben történő felszolgálása, míg az orosz felszolgálási rend esetén az ételeket szigorúan azok menü-kártyán felsorolt sorrendnek megfelelően szolgálják fel.
Európában a bécsi kongresszuson alkalmazta Carême, Talleyrand szakácsa a service à la russe felszolgálási módot és ezt követően terjedt el Európa szerte.

### Neves napok ételei

#### Húsvét

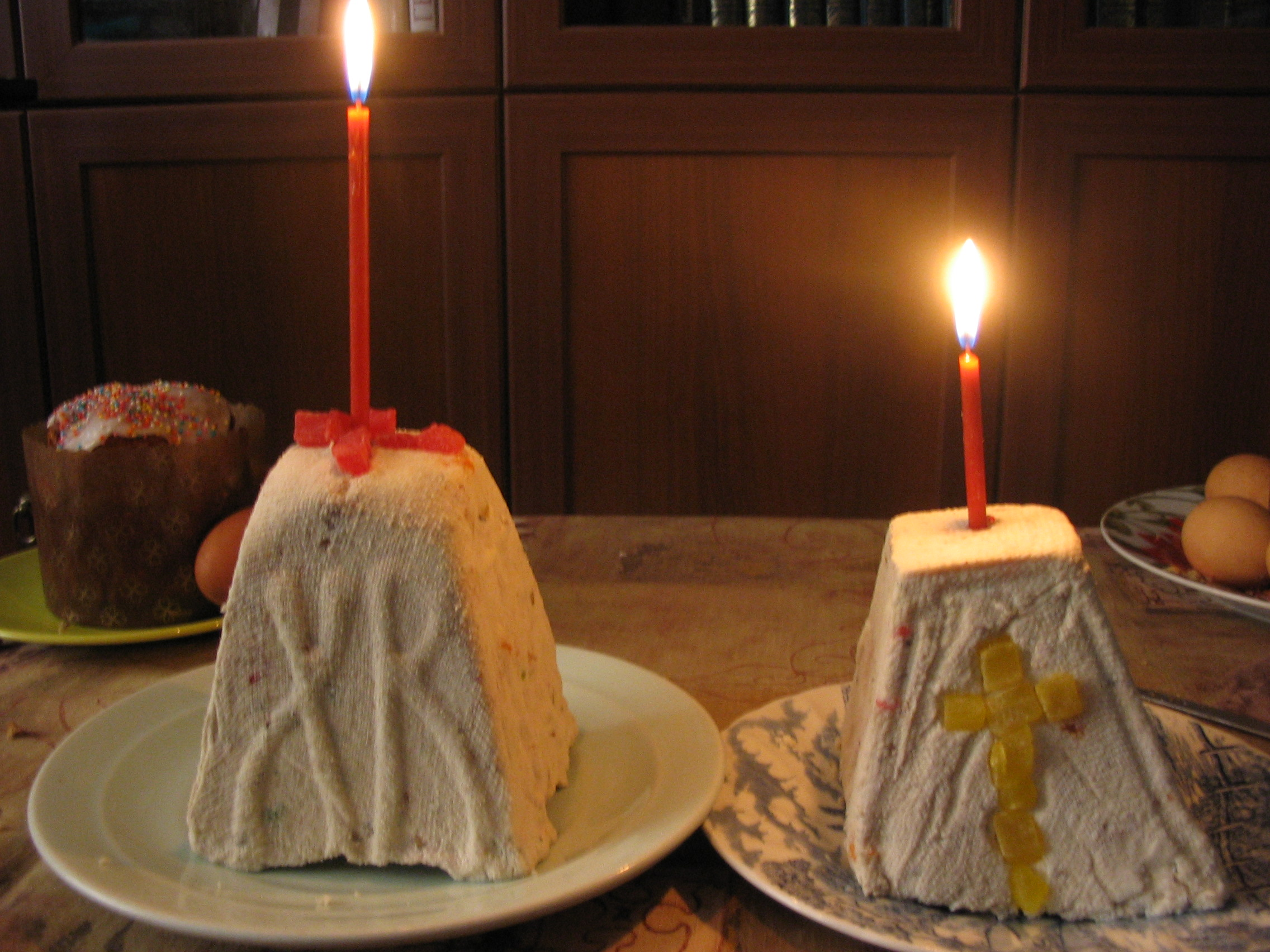
Húsvéti paszha (édes túró)

Jellegzetes húsvéti étel a paszha (édes túró). A paszha friss túró, vaj és porcukor keveréke, amit szükség estén tejföllel hígítanak és különböző olajos magvakkal (mandula, mogyoró, dió), mazsolával és fűszerekkel, pl. kardamommal, ánizzsal ízesítenek.
Készítéséhez eredetileg népművészek által fából készített paszhatartót használtak, napjainkban műanyag paszhatartókat lehet vásárolni. Ez egy kocka alakú, fából készült alkalmatosság, amelynek két szemben lévő oldalára népművészeti mintákat, a másik két szemben lévő oldalára pedig az orosz X és В (H és V) betűket, a Krisztus Feltámadott (Христос Воскресе) kifejezés kezdőbetűit faragták.
Az elkészített masszát beleöntik a lazán szőtt anyaggal kibélelt paszhatartóba, hűtőszekrényben lehűtik, majd az éjféli istentisztelet után a tartóból kibontva helyezik el az asztalon.
Másik fontos étele a húsvéti ünnepnek Oroszországban is a pravoszláv húsvéti kalács, a kulics, mázzal bevont kalács. Általában henger alakú tésztaköltemény, amit általában teljesen, de a tetején mindenképpen, színes cukormázzal vonnak be.
Természetesen az orosz húsvétnak is elengedhetetlen része a színes festett tojás. Az orosz húsvéthoz kapcsolódnak a Fabergé-tojások is, bár azok nem a konyhaművészet, hanem az ötvösművészet megfizethetetlen alkotásai.
A kulicsot, a húsvéti tojásokat és a paszhát nagypénteken megszentelik. A kulicsszentelés a húsvéti ünnepkör egyik legünnepélyesebb aktusa.

#### Maszlenyica
A húsvétot megelőző nagyböjtöt megelőző hetet hívják maszlenyicának (magyarul vajhétnek). Ezen a héten nagy mennyiségben fogyasztanak lisztes ételeket elsősorban különféle palacsintákat. De szokás ilyenkor pirogot is sütni böjti töltelékekkel: túróval, tojással, hallal, vagy gombával.

## Tipikus ételek és italok
A külföldön oroszként ismert ételek közül valójában több igazából nem orosz eredetű. Ilyen például a borscs, ami ukrán vagy a pelmenyi, ami Szibériából származik. Kifejezetten ősi orosz étel viszont a blini (блины), az orosz palacsinta, mely a maszlenyica, az orosz télbúcsúztató farsang régóta kedvelt ünnepi étele. Ugyancsak autentikus orosz ételnek számít az úgynevezett fekete kenyér (чёрный хлеб, csjornij hleb), ami a 9. században jelent meg az orosz konyhában; illetve a különféle (húsos, káposztás stb.) töltelékkel készített pirog. Az oroszok számára elengedhetetlen az étkezéskor a leves, a különféle hideg és meleg levesek, mint a scsí, a borscs vagy a szoljánka. A saláták, mint az olivje és a vinyegret szintén nagyon népszerűek. Gyakran használt köretféleség a Magyarországon csak bioboltokban, reform élelmiszerboltokban kapható hajdina, amiből kását készítenek (grecsnyevaja kasa, grecsiha, grecska).
Egy 1987-ben kiadott szakácskönyv következő 16 ételt sorolja fel mint az orosz lakosság által legkedveltebb nemzeti ételeket
- előételek: kocsonyák, vinyegretek,
- levesek: borscsok, scsík, rasszolnyikok, szoljankák, hallék (uha – уха),
- főételek: kotlettek (Котлета / côtelette), saslikok, rizses húsok (plov – плов), töltött káposzták (голубцы),
- tészták: varenyiki, pelmenyi, blini, blincsiki, pirogok (pirozski).

### Előételek, saláták

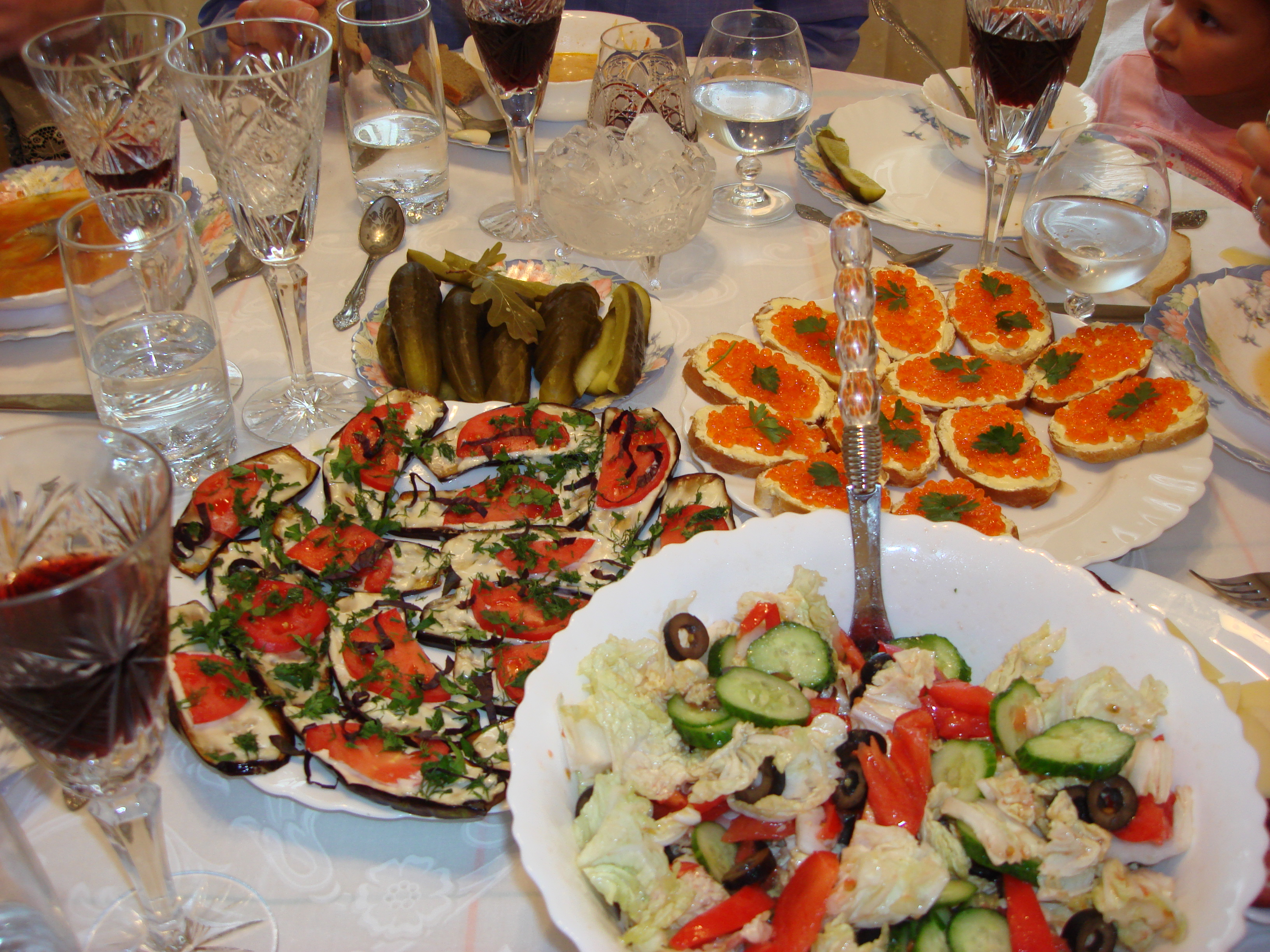
Jellegzetes orosz előételetek családi ünnepi asztalon.

Az orosz étkezés bárhol legyen az előkelő étteremben, családi vendégségben vagy akár üzemi étkezdében tradicionálisan valamilyen előétellel, zakuszkával kezdődik. Ezek lehetnek egyszerűbbek, valamilyen bruterbrod, majonézes vagy tejföllel készített zöldségsaláták. Családi étkezésekkor bonyolultabb előételek is az asztalra kerülnek mint amilyen a vinyegret, és a különböző kocsonyák (холодец, студень) és az elmaradhatatlan orosz hússaláták (оливье). Étteremben, reprezentatív fogadások, ebédek, alkalmából a fenti előételekhez csatlakozik a kaviár a legkülönbözőbb formában.
Vinyegret alatt a középkor végén apróra vágott zöldségeket, hús, vagy halat értettek valamilyen szósszal leöntve. A vinyegrét alapja párolt cékla, krumpli és sárgarépa, ezek a komponensek a vinyegrét minden változatában megtalálhatók. Ezekhez az alapanyagokhoz már különböző kiegészítőket adnak. Elsősorban valamilyen savanyú komponenst, apróra vágott savanyú káposztát vagy uborkát. Tavasszal és nyáron kiegészítik a salátát valamilyen szezonális zöldséggel (paradicsom, zöldborsó fejtett bab stb.). Az így elkészített salátát majonéz és tejföl 1:1 vagy 1:2 arányú keverékével öntik le, majd apróra vágott zöldhagymával díszítik.
A húsból, halból, vagy gombából készített kocsonyákat már a legkorábbi orosz krónikák is megemlítik. A régi orosz kocsonyareceptek kivétel nélkül tartalmaznak fokhagymát, ami nem csak fűszerként, hanem tartósítószerként is szolgált. Az orosz kocsonyák elkészítésének módja nem tér el Európa más országaiban is ismert módszerétől. Lényeges különbség az adjusztálásban van. Az orosz asztalra kerülő kocsonyákban a húst, halat általában apróra vágják mielőtt megszilárdítják. Ezen kívül különböző speciális szószokkal körítik és apróra vágott petrezselyemmel, kaporral, vagy zöldhagymával díszítik.
A kaviárt legtöbbször szezonális zöldségekkel, tojással díszített kaviáros szendvicsként, vagy kaviáros palacsinta (blini) formájában tálalják. Korábban a kaviár használták a főtt ételek alkotórészeként is. Gyakran fekete kaviárral dúsították az uha nevű hallét. De a héjában sült krumplit is gyakran töltötték meg kaviárral.

### Levesek

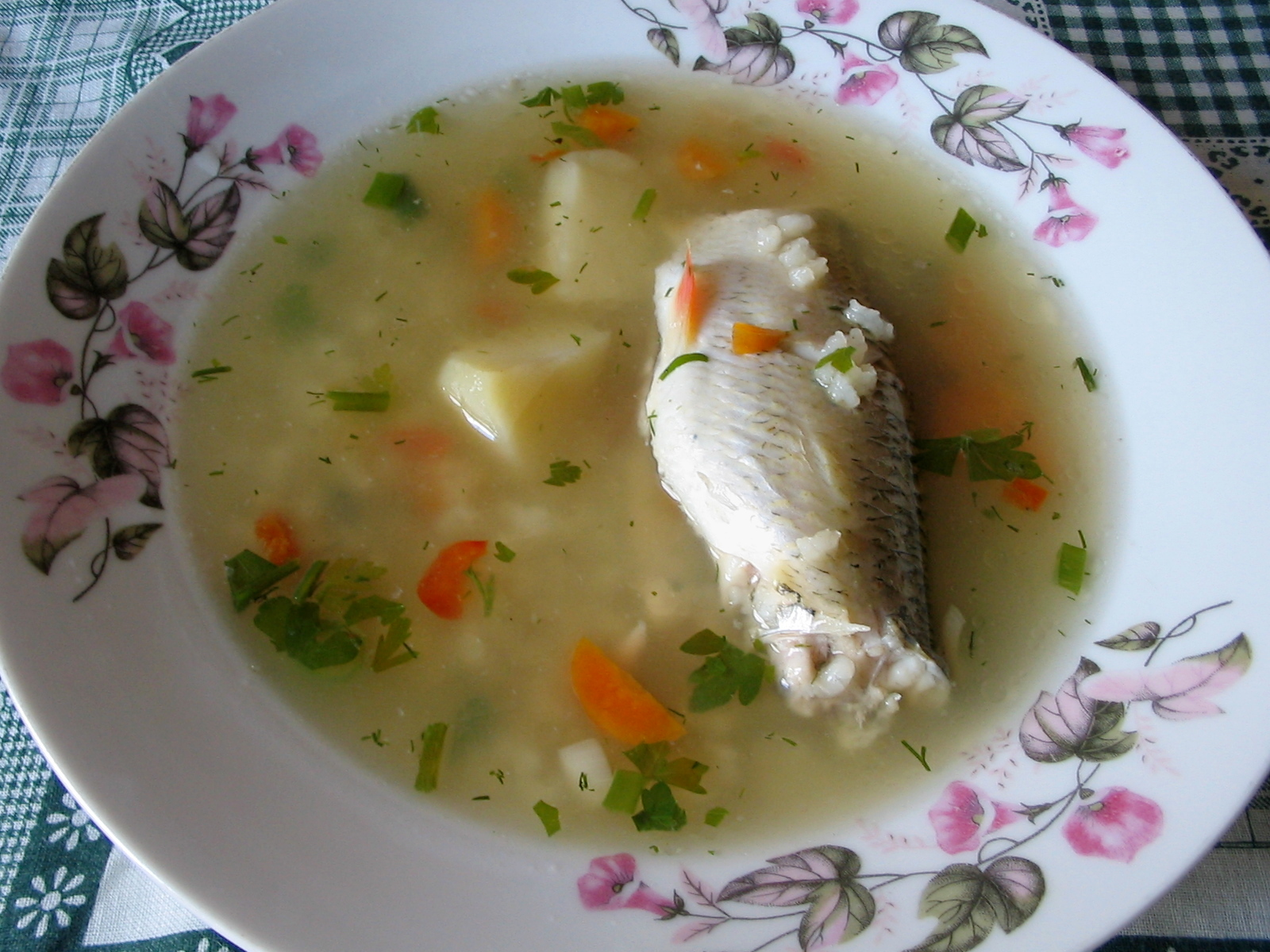
Sügérből készített orosz hallé

Az orosz konyha legfontosabb elemét a levesek alkotják. A világon sehol nincs akkora szerepe az étkezésben a leveseknek, mint Oroszországban. Gyakran az egyébként a magyar szokásoktól eltérően sokkal tartalmasabb kalóriadúsabb leves és a hozzá fogyasztott kenyér jelenti a főétkezést.
Az orosz leves minden alapvető fajtája már a 15–16. században ismert. Az ősi borscs, scsí és rasszolnyik mellett már ekkor megjelentek a savanyú levesek (кальи, похмелки, szoljánkák (солянкa, селянка) és a rasszolnyikok (рассольники) okroska (окрошка)). Ezeknek a korhely leveseknek megjelenése összefügg az alkoholizmus egyre jelentősebb elterjedésével. Mindegyik kötelező alkotórésze valamilyen savanyított zöldség (káposzta, uborka), citromlé és az olajbogyó.
A levesek első nagy csoportját az ősi levesek alkotják a borscs és a scsí. A borscs, amit ukrán ételként tartanak számon, már a Kijevi Ruszban is ismert volt – a scsiről csak némileg későbbi korból ismertek adatok. Mindkét ősi leves rendkívül tartalmas. A céklából készített borscsot Európa keleti részén mindenhol ismerik Lengyelországtól Ukrajnán át Oroszországig. Orosz változatának jellegzetessége, hogy sokszor tesznek bele savanyú káposztát is, amit az ukrán vagy lengyel változatába soha. A scsi kifejezetten orosz leves. Készülhet édes káposztából, savanyú káposztából, sóskából és csalánból.
A savanyú levesek alkotják az orosz levesek második nagy családját. Ide tartozik a szoljánka, a rasszolnyik és az okroska. Mind a három levesben kötelező a savanyú uborka. Az első húsleves alapból készül, a második meghatározó összetevője a savanyú uborka leve (amit ma már sokszor citromlé helyettesít), a harmadik egy nyári hideg leves alapja a kvasz.
Külön kell írni az orosz halléről az uháról (Уха). Oroszország gazdag vizekben és gazdag halakban is. Ezért, az eddig megismert leveseket (egyetlen kivétel a borscs) is gyakran gazdagítják hallal. Azonban az orosz asztal különlegessége az uha. Az uha alapvetően abban tér el az ősi orosz konyha többi levesétől, hogy ez az egyedüli átlátszó leves az orosz asztalon. Ez az egyetlen orosz leves, amelybe soha nem tesznek semmilyen kását, rántást, de még az elmaradhatatlan zöldhagyma is hiányzik belőle. Az évszázadok alatt rituális rendje alakult ki a halak, a zöldségek és a fűszerek sorrendjének, a főzési időnek.
Az uhát alkotó halak fajtájától függően 3 alapvető uhát különböztetnek meg:
- A klasszikus orosz uhát: ez a fehér uha. Ezt olyan halfajtákból készítik, amelyek átlátszó, tiszta levest adnak, úgy mint: sander, csapósügér, vágó durbincs.
- kevésbé értékes a balinból, fejes domolykóból, kárászból, pontyból, scardiniusból főzött hallé. Ezt gyakran fekete uhának hívják.
- Végül ismert a piros uha. Ezt az úgynevezett piros halakból: tok, viza, sőregtok, fehér lazac, lazacfélék készítik.

Az orosz hallé, az uha a magyar ízlésnek nem minden esetben felel meg. Nem tartalmaz a magyar hallében megszokott piros paprikát és ennek megfelelően nagyon sápadt. A felhasznált fűszerek között pedig sosincs csípős fűszer.

### Húsételek

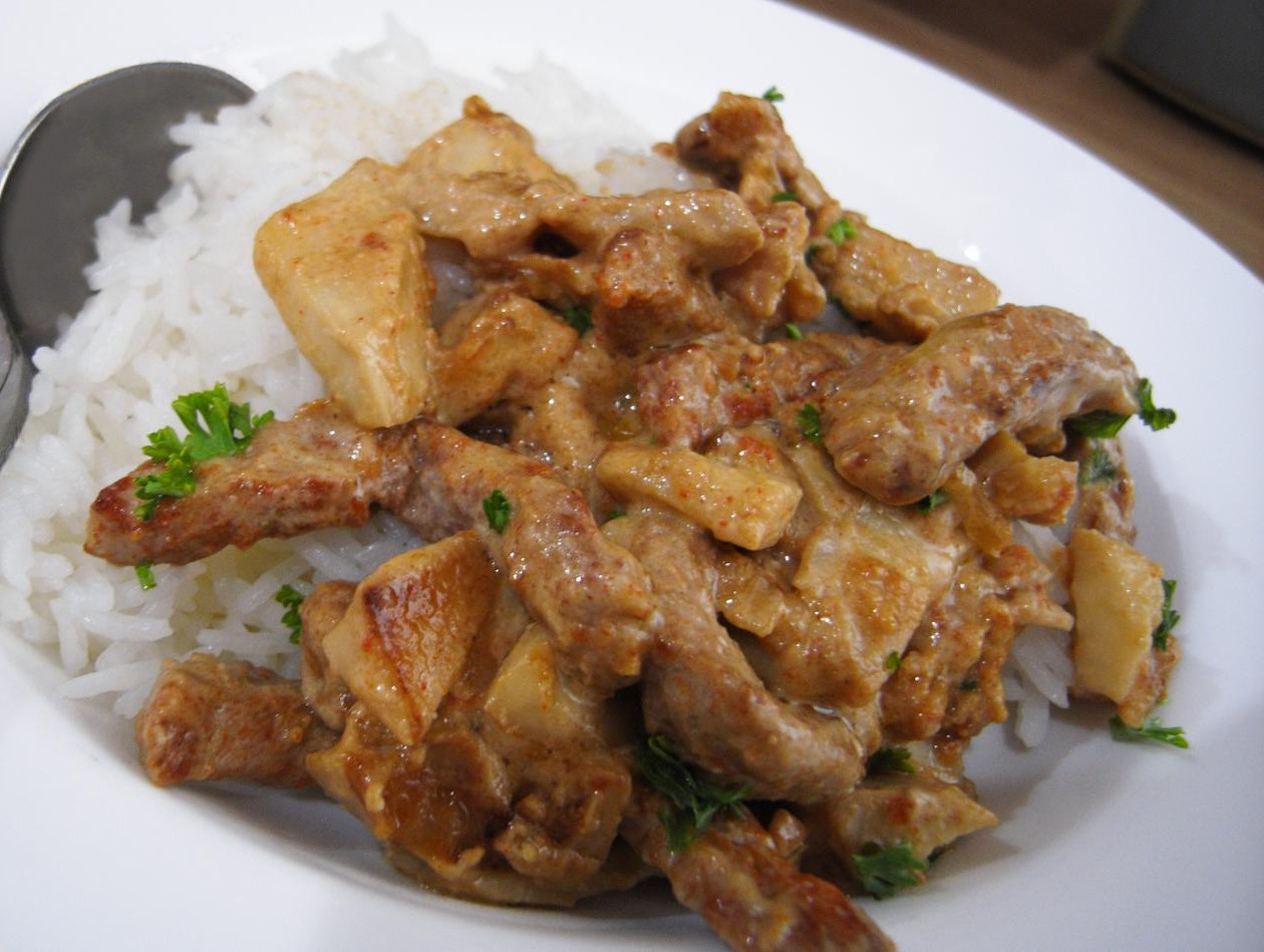
Hátszíncsíkok Sztroganov módra.

Az ősi orosz konyhában a sült hús, illetve a darált húsból készített ételek ismeretlenek voltak. A 19. századig húst Oroszországban csak a következő formában fogyasztottak:
A levesekben főtt húsokat és belsőségeket az előételek gazdagítására használták fel, esetleg főételként fogyasztották valamilyen kásával körítve.
Csak az ünnepi lakomákon került sor az egészben sült húsok felszolgálása. Baromfiaktól kezdve, a lábasjószágokig bezárólag, a lehetőségektől függően vagy egész állatokat, vagy azok nagyobb darabjait készítettek el speciális kemencékben (жаркое).
Csupán Nagy Péter uralkodását követően, a legkülönbözőbb európai országokból érkezett szakácsok munkája során jelentek meg az orosz asztalokon a húsételek. Az orosz étlapokon található húsételek neve pontosan mutatja eredetüket: A kotleta és knel francia (Котлета – côtelette, кнель – quenelles), a frikadelki olasz (Фрикадельки – frittatella), a bifsteksz angol (Бифштекс – beef + steaks), a snyicel pedig német (Шни́цель – Schnitzel) eredetű. Ezek közül többnek időközben kialakult jellegzetesen orosz változata is, mint például a kotleti po kievszki vagy a befsztroganov (Sztroganov módra készített hátszín).
Az orosz éttermekben gyakran lehet találkozni két olyan étellel, amelyik soha nem volt az orosz konyha része, de oroszországi elterjedtsége miatt gyakran orosz ételnek hisznek. Az egyik a minden pusztai népnél ismert nyárson sült rablóhús. Ennek az orosz konyhában ismert neve saslik krimi-, asztraháni- tatár eredetű, jelentése: nyárson sült hús. Az igazi saslikot bárányhúsból készítik.
A másik a közép-ázsiai (üzbég, tádzsik, türkmén, afgán) konyha jövevénye a plov (плов) – piláf vagy egyszerűen rizseshús. Bár a plov leginkább valóban rizseshúst jelent, készülhet, és korábban készítették is, a legkülönfélébb gabonából (tönkölybúzából, árpagyöngyből, cirokból) akár rizzsel keverve. Az igazi, hagyományos, plov bárányhússal készült, de napjainkban már szinte tetszőleges a hús megválasztása, sőt nem ritka a hallal készített plov sem.
A plov esetében a minőség szempontjából különleges jelentősége nem az alapelemeknek, a rizsnek és a húsnak van, hanem a hozzáadott értéknek, a készítésekor felhasznált aszalékoknak és fűszereknek, illetve a készítés módjának. A különböző alkotórészek arányának, azok elkészítésének és végül azok keverésének és a tálalásnak. Minden háziasszonynak saját egyedi receptúrája van. A leglényegesebb a hús elkészítése. A húst apróra vágott zöldségekkel (sárgarépa, hagyma, paradicsom, paprika stb.), felaprított szárított gyümölcsökkel (mazsola, sárgabarack, aszalt szilva, füge stb.) együtt először rövid ideig sütik, majd párolják. Ha a félig kész húshoz teszik hozzá a száraz rizst és azt a hússal együtt párolják készre akkor üzbég plovról beszélünk, ha a rizst külön főzik meg és a hús is külön készül és csak tálaláskor keverik a két komponenst össze, akkor az azerbajdzsáni plov.

### Tészták

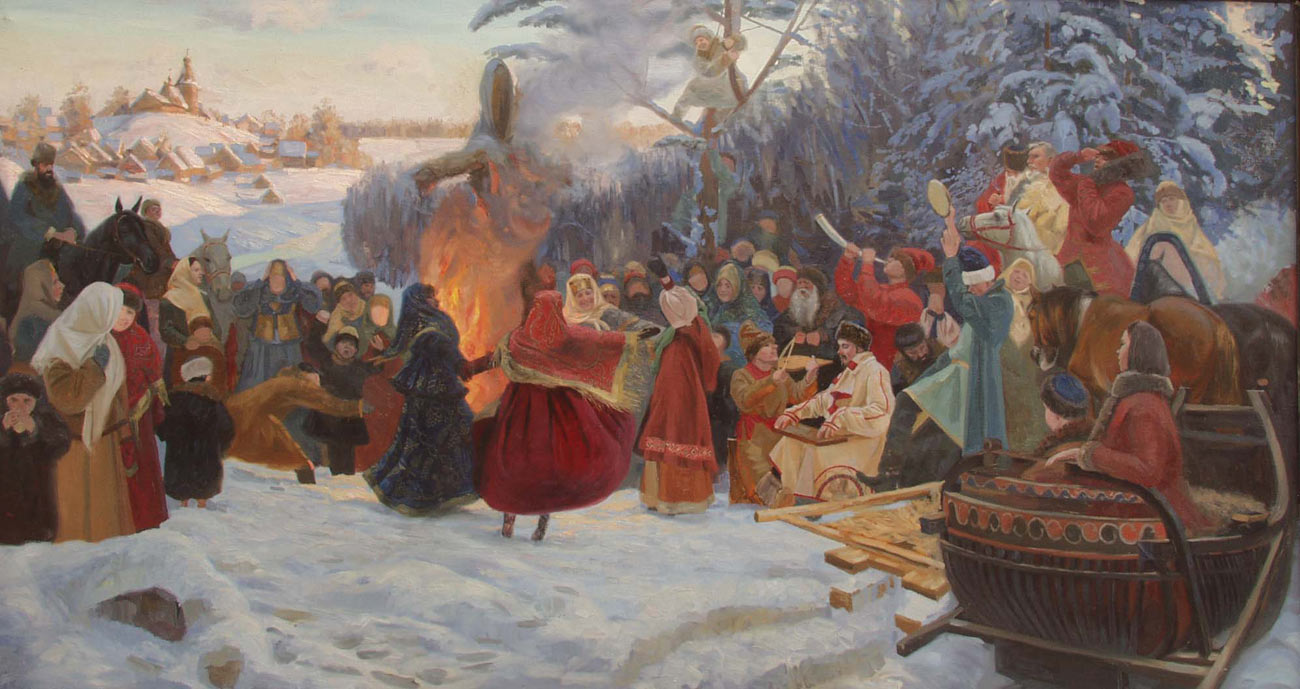
Palacsintanapi télbúcsúztató Oroszországban

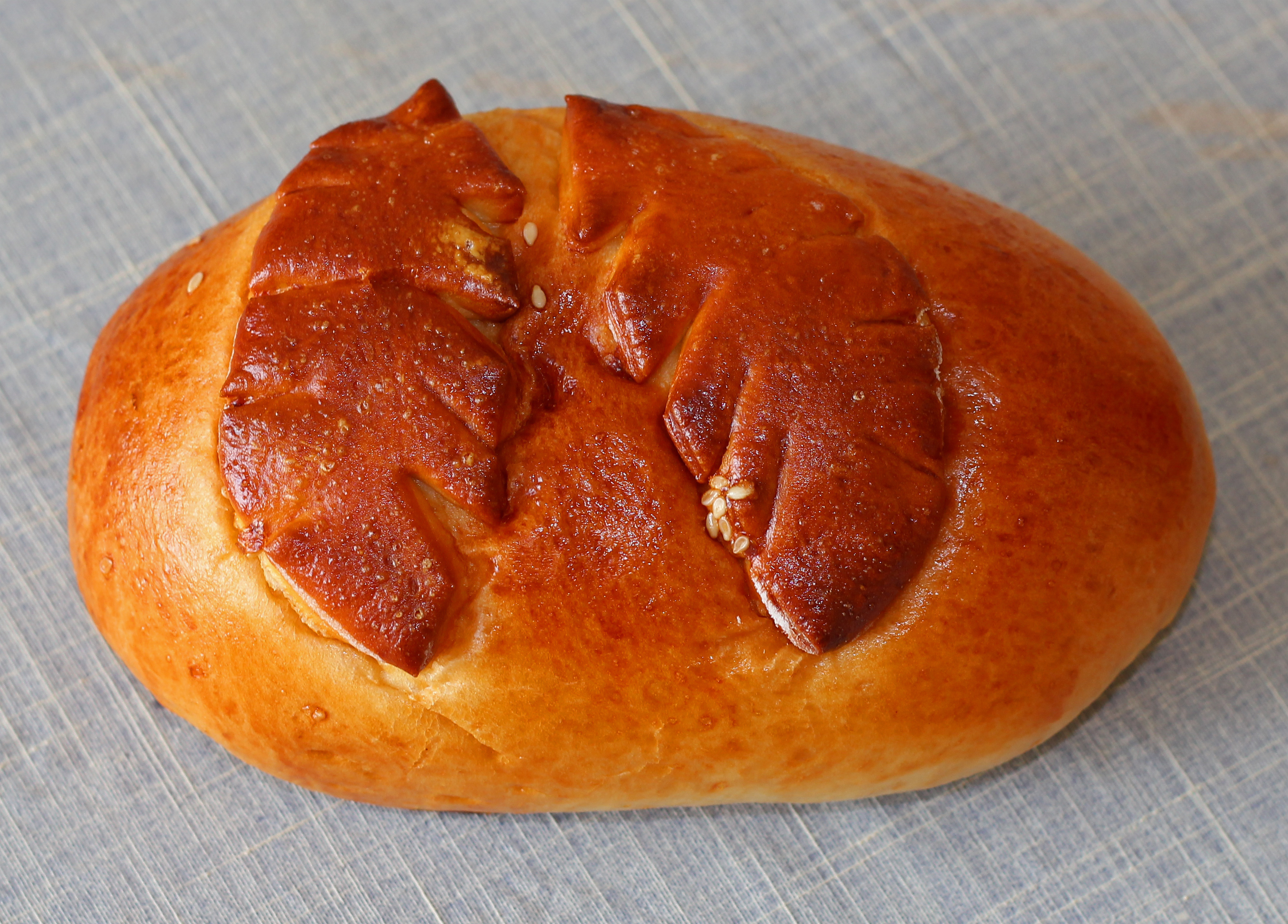
Kulebjaka

Az orosz tészták közül a legősibb a blini (Блины), azaz a kelt tésztából készített orosz palacsinta.
A blinit a 9. században a varjágok hozták magukkal. Idővel megszámlálhatatlan változata alakult ki. A pogány kortól (a palacsinta a nap szimbóluma) napjainkig fontos szereplője a különböző vallási ünnepek étkezéseinek. A maszlenyica, a hagyományos orosz télbúcsúztató karneváli hét, második napjának a neve palacsinta kedd (блинный вторник) (megfelel a magyar húshagyó keddnek), mutatja a palacsintának a szerepét az orosz hagyományokban.
A hagyományos orosz blinit kétszer kelesztett tésztából sütötték. Először elkészítették az alaptésztát, majd miután az megkelt, keverték hozzá a további alkotórészeket, ezután újra pihentették és végül kemencében sütötték ki. A különböző böjti napokra rituális előírás határozta meg, hogy milyen palacsintát kell készíteni:
- augusztus 14-e a mézes böjt napja, ekkor a böjti palacsintát mézzel készítik (Nagyboldogasszony napja);
- augusztus 19-e az almás böjt napja, ekkor a böjti palacsintát almával készítik.

Amíg a palacsintát a föld minden szögletében ismerik, a pirog az orosz konyha egyedülálló specialitása. Hozzá hasonlót csak a rokon szláv konyhákban találunk. Tésztája hagyományos kelt tészta: liszt, cukor, élesztő, vaj vagy margarin, tojás és tej. Ízvilágában és formájában is rendkívül változatos: töltik hússal, hallal, krumplival, káposztával, almával, szinte bármivel; van nyitott és zárt, kerek és szögletes, nagy és kicsi. A méretét tekintve a kisebbeket pirozskinak hívják, ami a pirog szó kicsinyítőképzős változata.
A sült tészták mellett nevezetesek az orosz konyha főtt tésztái is, amelyek azonban nem tartoznak az ősi orosz ételek közé. Ilyen az Ukrajnából származó varenyiki és az uráli vagy szibériai eredetű pelmenyi (пельмени). Mind a kettő töltött főtt tészta, a magyar barátfüléhez vagy az olasz raviolihoz hasonlítható. Közöttük két alapvető különbség van. A pelmenyi tésztája kizárólag lisztből és tojásból készül, míg a varenyiki tésztájába tejet vagy aludttejet is tesznek. A másik eltérés: a pelmenyit általában hússal töltik, bár szabályt erősítő kivételként nagyon ritkán találkozhatunk gombával töltött pelmenyivel is. A varenyiki sokkal változatosabb az édes lekvároktól kezdve, a túrón, krumplin, káposztán át egészen a húsos varenyikiig tart a töltelékek skálája.
Érdemes megismerni a pelmenyi szó etimológiáját. A. G. Preobrazsenszkij etimológiai szótára szerint a пельмень szó a finnugor (komi vagy udmurt) пельнянь szóból származik. Ez tésztafület jelent (пель — fül, нянь — tészta) e szerint az etimológia szerint a magyar barátfüle és a pelmenyi feltételezhetően közös finnugor őstől származik.

### Italok

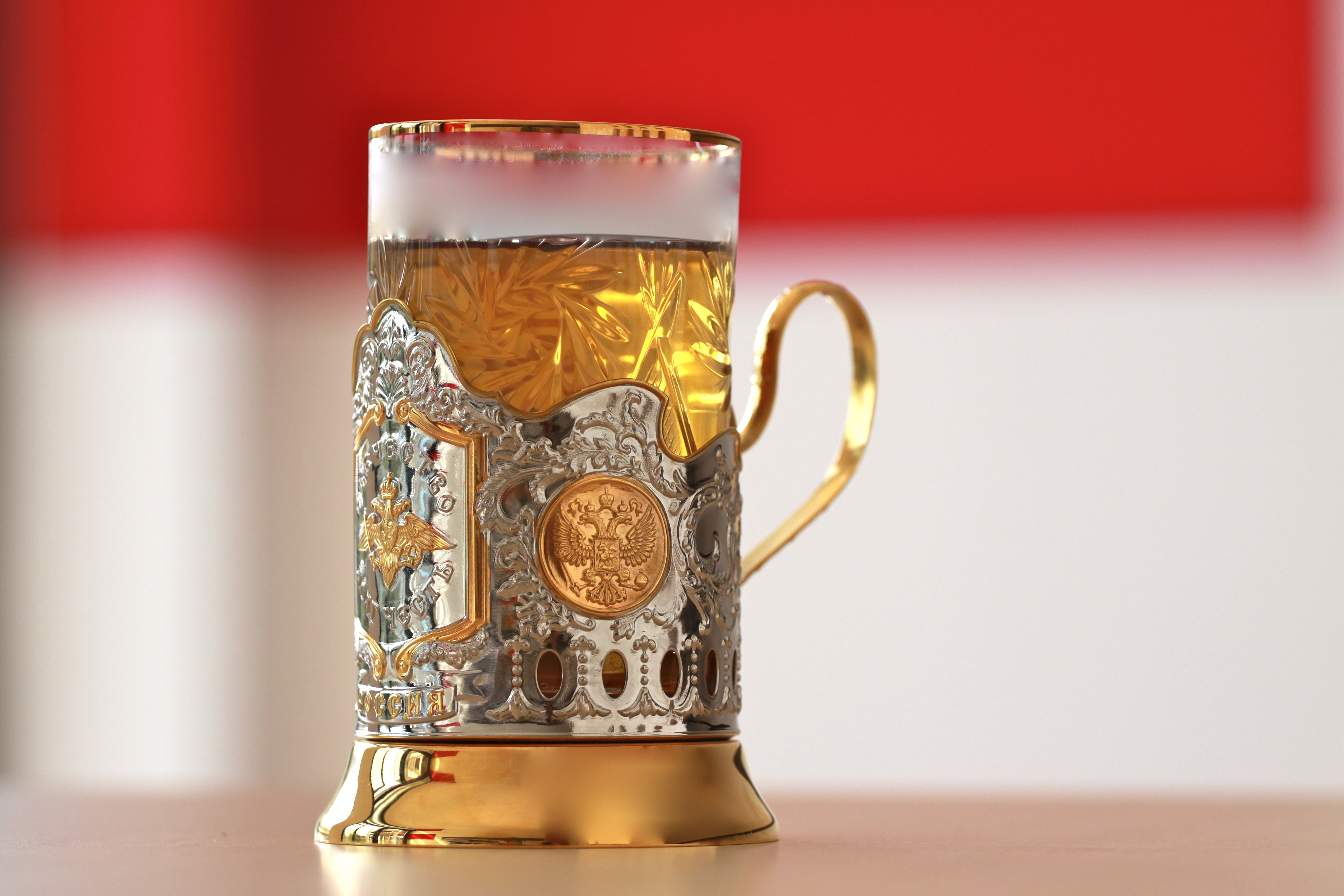
Hagyományos orosz teás pohár pohártartóval

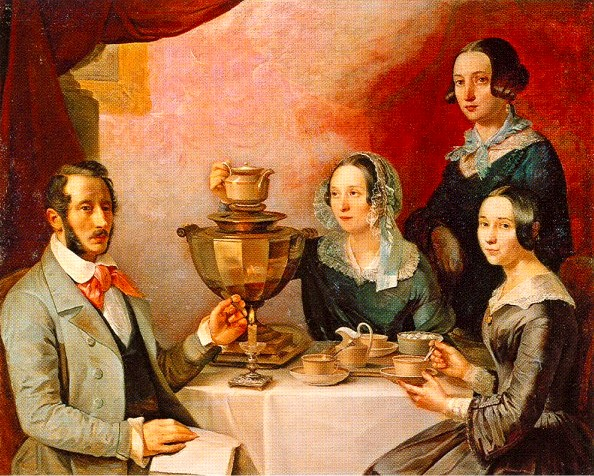
Tyimofej Mjagkov, Családi portré (1844).
Szamovár, tetején a teasűrítményt tartalmazó teáskannával.

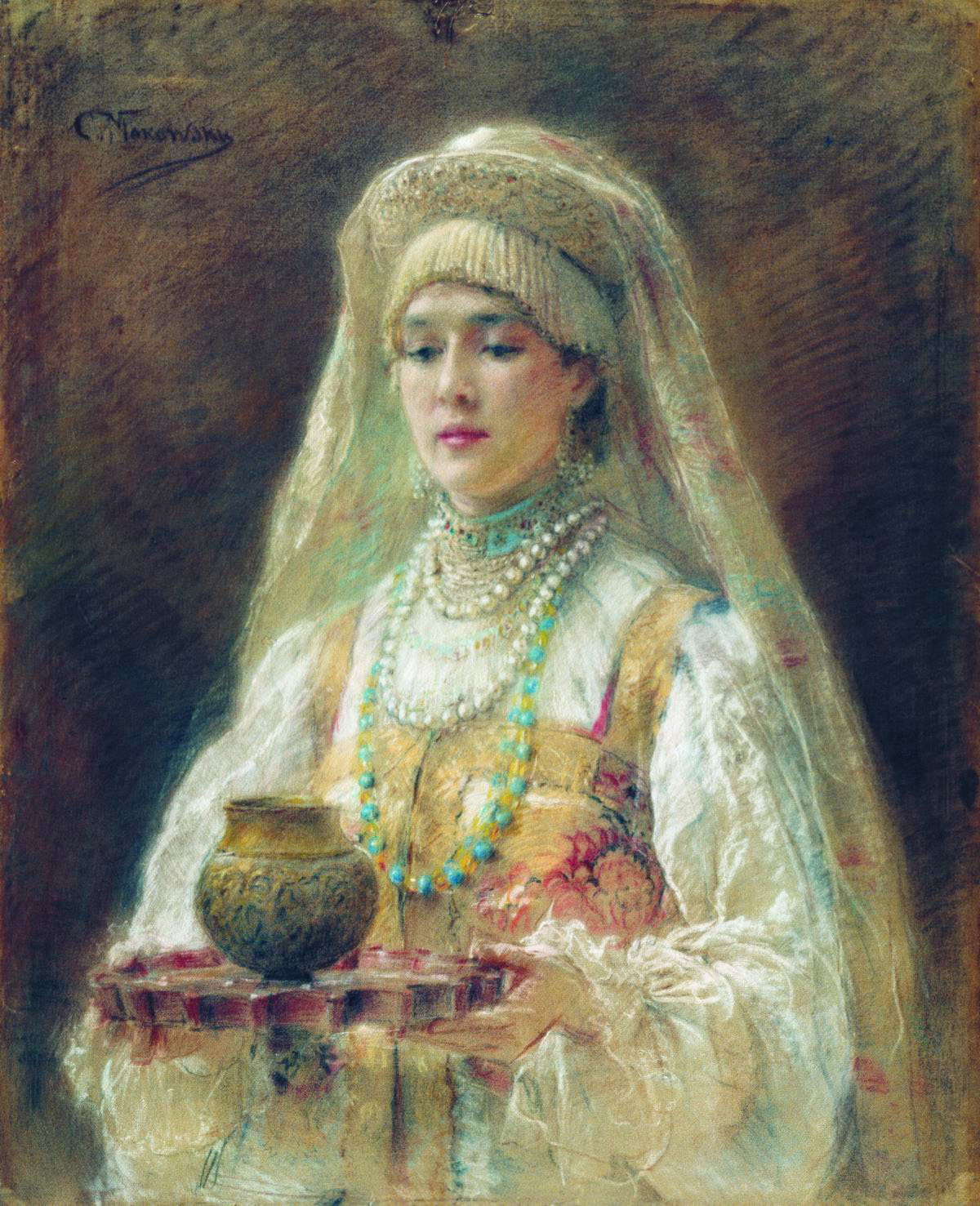
Mézsör (Медовуха)

Az oroszok nemzeti itala a vodka. Oroszországban hasonlóan népszerű alkoholos ital ital a medovuha vagy mézsör, illetve a kvasz. Szintén jellegzetesen orosz italnak tekintett orosz tea, ami azonban csak a 16. században került be az orosz gasztronómiába.
A vodka a vízből (voda) kicsinyítő képzővel alkotott szó, vizecskét jelent. A vodka hagyományosan árpából készített gabonapárlat. Történelmi források a lepárlással készített vodka megjelenését Oroszországban 1446 és 1478 közé teszik. 1914-ben általános szesztilalmat vezettek be, ami 1928-ig tartott. A vodkagyártás ebben az időben megszűnt. 1992. július 7-én megszüntették a vodkakészítés állami monopóliumát, azonban ezt a rendelkezést alig egy év múlva megsemmisítve visszaállították azt.
Napjainkban a márkás vodkák gyártói minden erőfeszítést megtesznek, hogy termékük megfeleljen az 1894-es tisztasági szabványoknak.
A vodkát Oroszországban elsősorban valamilyen kísérővel, zakuszkival együtt fogyasztják. Egy hajtásra isszák meg és valami sós falatot harapnak rögtön utána. A legelterjedtebb kísérő a savanyú uborka vagy a sózott hering, de ha van rá lehetőség, közkedvelt a kaviáros miniatűr szendvics is.
A kvasz (квас) erjesztett gabonaital. Első említése 989-ből való, Vlagyimir kijevi nagyfejedelem krónikájában. Leginkább Oroszországban és a volt szovjet tagköztársaságokban elterjedt. Oroszországban nemzeti italnak számít, melyet alacsony alkoholtartalma miatt gyerekek is fogyaszthatnak. A kvaszt nem csak üdítőitalként fogyasztják, hanem kvasz az alapja a hideg okroska levesnek is. Házilag is könnyen előállítható ital, kizárólag gabonából, elsősorban rozsból készül. Oroszországban, Kazahsztánban stb. a házi készítésű kvasz erjesztéséhez speciális kvasz-élesztőkultúrát árulnak. A kvaszt hagyományosan szűretlenül, a benne lévő élesztővel együtt fogyasztják, Ennek köszönhető egyedi az íze és magas B-vitamin tartalma.
A kínai tea 1638-ban mint az uralkodónak szánt ajándék került a cári udvarba. 1674-ben engedélyezték a szabadpiaci árusítását, ezt követően elterjedt, és ma már elválaszthatatlan része az orosz étkezési kultúrának. Az orosz teázási szokások elmaradhatatlan velejárója a szamovár. A szamovár napjainkban is megtalálható, nem csak a lakásokban, de a vendéglőkben is. A teasűrítményt kis teáskannában készítik el. Ezeket a teáskannákat a szamovár tetején helyezik el. A sűrítményből 2-3 ujjnyit öntenek a teás pohárba, majd felengedik a szamovárból forró vízzel. A teát napjainkban általában üvegpohárból fogyasztják, amit fémből készült tartóval tartanak. Oroszországban a hagyományok szerint soha nem tesznek cukrot a teába, a teához vagy híg lekvárt (Варенье) kanalaznak kis tálkából, vagy bonbonokat fogyasztanak. Csak ezek hiányában ropogtatnak hozzá esetleg kockacukrot.
Az orosz konyha különlegessége a kiszel is. Ez édes, folyékony vagy zselé állagú desszert. A kiszel a 11. század óta ismert. Eredetileg zabpehelyfőzet volt, a burgonya elterjedését követően készítik burgonyakeményítővel. Rendkívül változatos, készítik friss és aszalt gyümölcsből – leginkább bogyós gyümölcsökből – de almából, gyümölcslevekből, szörpökből és híg lekvárból is. A burgonyakeményítő helyett alkalmanként használnak kukoricakeményítőt vagy kovászt is.